# Dharam Singh
Dharam Singh (Fatuwal, 30 oktober 1937) is een Indiaas hockeyer.
Singh kwam in alle negen wedstrijden in actie tijdens de Olympische Zomerspelen 1964 en won uiteindelijk met de Indiase ploeg de gouden medaille.

## Resultaten
- 1964  Olympische Zomerspelen 1964 in Tokio